# Gibboryctes szelenyii
Gibboryctes szelenyii är en skalbaggsart som beskrevs av S. Endrödi 1974. Gibboryctes szelenyii ingår i släktet Gibboryctes och familjen Dynastidae. Inga underarter finns listade i Catalogue of Life.